# 車箱峽
车箱峡，又作車廂峽，是一个有争议的陕西峡谷，具体位置有争议。史載明朝崇禎七年（1634年）陕督陈奇瑜围李自成于陕西省兴安府境内的车箱峡。车箱峡四山巉立，中互四十里，形势险固，由於峽長四十里，形同狗脊骨，又稱狗脊關。
车箱峡位於何處有多種說法，一说在今安康市平利县境内，《兴安州志》、《兴安府志》均持此說；另一说在今安康市汉滨区境内，可參考《重续兴安府志》。還有一種說法是位於漢中。明史專家顾诚則质疑“车厢峡”是否存在，他以為“史籍说车厢峡长达40里，是一个不小的地方。然而无论在兴安地区还是汉中地区，都没有查到它的确切位置。”顧誠從杨嗣昌的疏中認為车箱峡應在漢中，他還認為“陈奇瑜的疏中并没有明确提到李自成部，也就是说，汉中被困的起义军是否包括李自成部在内，还缺乏原始材料来证明。”將车箱峡地点定在兴安县基本上都是沿袭吴伟业《车箱困》的说法。